# South Dakota Superintendent of Public Instruction
Der South Dakota Superintendent of Public Instruction gehörte zu den konstitutionellen Ämtern des Staates South Dakota. Das Wahlamt bestand dort von 1889 bis zu seiner Abschaffung im Jahr 1975. Die erste Wahl zum Superintendent of Public Instruction von South Dakota fand im Oktober 1889 statt.
Die Aufgaben des South Dakota Superintendent of Public Instruction gingen 1975 an den South Dakota Commissioner of School and Public Lands über.

## Dakota-Territorium *
| Superintendent of Public Instruction | Amtszeit  |
| ------------------------------------ | --------- |
| James S. Foster                      | 1864–1868 |
| T. McKendrick Stuart                 | 1869      |
| James S. Foster                      | 1869–1870 |
| J.W. Turner                          | 1870–1871 |
| E.W. Miller                          | 1872–1874 |
| J.J. McIntyre                        | 1875–1876 |
| W.E. Caton                           | 1877–1878 |
| W.H. H. Beadle                       | 1879–1885 |
| A. Sheridan Jones                    | 1885–1887 |
| Eugene A. Dye                        | 1887–1889 |
| Leonard A. Rose                      | 1889      |

* 1889 in die Bundesstaaten North Dakota und South Dakota geteilt

## Bundesstaat South Dakota
| Superintendent of Public Instruction | Amtszeit  | Parteizugehörigkeit |
| ------------------------------------ | --------- | ------------------- |
| Gilbert L. Pinkham                   | 1889–1891 | Republikaner        |
| Cortez Salmon                        | 1891–1895 | Republikaner        |
| Franke Crane                         | 1895–1899 | Republikaner        |
| Edward Elliot Collins                | 1899–1903 |                     |
| George W. Nash                       | 1903–1906 |                     |
| M.M. Ramer                           | 1906–1907 |                     |
| Hans Ustrud                          | 1907–1911 | Demokrat            |
| C.G. Lawrence                        | 1911–1915 |                     |
| Charles H. Lugg                      | 1915–1918 |                     |
| Fred L. Shaw                         | 1918–1925 | Republikaner        |
| Charles G. St. John                  | 1925–1929 |                     |
| Ernest C. Giffen                     | 1929–1933 |                     |
| Ila Delbert Weeks                    | 1933–1935 |                     |
| John F. Hines                        | 1935–1949 |                     |
| Harold S. Freeman                    | 1949–1957 |                     |
| Merrill Franklin Coddington          | 1957–1967 |                     |
| Fern Raymond Wanek                   | 1967      |                     |
| Gordon Albert Diedtrich              | 1967–1971 |                     |
| Don Barnhart                         | 1971–1975 |                     |
| Fern Raymond Wanek                   | 1975      |                     |